# Anomospermum
Anomospermum  é um gênero botânico da família Menispermaceae.